# Nakla (gromada)
Nakla – dawna gromada, czyli najmniejsza jednostka podziału terytorialnego Polskiej Rzeczypospolitej Ludowej w latach 1954–1972.
Gromady, z gromadzkimi radami narodowymi (GRN) jako organami władzy najniższego stopnia na wsi, funkcjonowały od reformy reorganizującej administrację wiejską przeprowadzonej jesienią 1954 do momentu ich zniesienia z dniem 1 stycznia 1973, tym samym wypierając organizację gminną w latach 1954–1972.
Gromadę Nakla z siedzibą GRN w Nakli utworzono – jako jedną z 8759 gromad na obszarze Polski – w powiecie kartuskim w woj. gdańskim na mocy uchwały nr 17/III/54 WRN w Gdańsku z dnia 5 października 1954. W skład jednostki weszły obszary dotychczasowych gromad Grabowo Parchowskie, Sielczno (ob. Sylczno) i Nakla ze zniesionej gminy Parchowo w tymże powiecie oraz obszar dotychczasowej gromady Skwierawy ze zniesionej gminy Lipusz w powiecie kościerskim w tymże województwie.
1 stycznia 1955 gromadę włączono do powiatu bytowskiego w woj. koszalińskim, gdzie ustalono dla niej 9 członków gromadzkiej rady narodowej.
29 lutego 1956 z gromady Nakla wyłączono wybudowanie Bukowo (gospodarstwo ob. Piotra Kiedrowicza), włączając je do gromady Lipusz w powiecie kościerskim w woj. gdańskim.
31 grudnia 1968 z gromady Nakla wyłączono wieś Skwierawy, włączając ją do gromady Studzienice w tymże powiecie, po czym gromadę Nakla zniesiono, a jej (pozostały) obszar włączono do gromady Parchowo tamże.